# الرياض آرت
الرياض آرت هو أحد مشاريع الرياض الأربعة الكبرى التي أطلقها الملك سلمان بن عبد العزيز في مارس 2019، وتقوم عليها لجنة المشاريع الكبرى برئاسة الأمير محمد بن سلمان، وتأتي في إطار تحقيق أحد أهداف رؤية السعودية 2030 برفع تصنيف مدينة الرياض بين نظيراتها من مدن العالم.
ويهدف مشروع «الرياض آرت» إلى تحويل مدينة الرياض إلى معرض فني مفتوح يمزج بين الأصالة والمعاصرة، وذلك من خلال تنفيذ أكثر من 1000 عمل ومعلم فني من إبداع فنانين محليين وعالميين أمام الجمهور في مختلف أرجاء الرياض، لتشكّل أكبر مشاريع فن الأماكن العامة في العالم.

## رؤية المشروع
أن يسهم مشروع الرياض آرت، في تعزيز الجوانب الثقافية والفنية والترويحية في المدينة عبر تنفيذ 1000 معلم وعمل فني لفنانين وعالميين، تسهم في تحسين جودة الحياة في المدينة، وتعزيز بوصفها وجهةً عالميةً، تجمع بين الأصالة والمعاصرة، انطلاقا من أهداف توجهات «رؤية المملكة 2030».

## عناصر المشروع

### ساحات الفن
إقامة معارض لفنانين مرموقين في ساحات المدينة لإتاحة التفاعل بين الفنانين والسكان.

### حدائق المرح
تصميم ألعاب حدائق الأحياء من قبل فنانين معروفين وتنفيذها.

### جواهر الرياض
نشر مجموعة من الأعمال الفنية القيمّة في الوجهات السياحية بالمدينة.

### بوابات الرياض
تنفيذ بوابات عند مداخل مدينة الرياض بتصاميم إبداعية.

### ميادين الفن
إقامة مجسمات فنية في أهم تقاطعات طرق المدينة.

### محطات الفن
نشر أعمال فنية في محطات قطار الرياض وحافلاتها.

### الفن العابر
تصميم جسور المشاة من قبل فنانين مرموقين لتعزيز ترابط المدينة وتشجيع حركة المشاة.

### وادي الفن
تنفيذ أعمال فنية تتناسب مع طبيعة أودية المدينة ونشر أعمال فنية على الجسور باستخدام الإضاءة.

### متنزه الفنون
إقامة متنزه للفنون يحوي مجموعة من الأعمال والمجسمات الفنية.

### معلم الرياض
إقامة معلم فني يرمز لمدينة الرياض.

### احتفاليةنور الرياض
- احتفال النور والحياة، هو أحد برامج مشروع الرياض آرت، يُعقد سنويا في 18 مارس في مدينة الرياض احتفالاً بالضوء والفنّ حيثُ يُسلط الضوء على أعمال فنية تعتمد على الإضاءة في مناطق عديدة بالرياض.
- أقيمت النسخة الأولى من نور الرياض من 18 مارس إلى 3 إبريل 2021 في مركز الملك عبدالله المالي (KAFD) تحت شعار: (تجمعنا سماء واحدة) بمشاركة أكثر من 60 فناناً من أكثر من 20 دولة. وسجل الاحتفال في نسخته الأولى رقمًا قياسيًا عالميًا في موسوعة غينيس، من خلال عملين فنيين عرضا ضمن أعمال الاحتفال، وهما: «المنارة» و«النجمة المتحركة».[3]
- أقيمت النسخة الثانية من «احتفال نور الرياض 2022»، تحت شعار «نحلم بآفاق جديدة» في الفترة من 3 إلى 19 نوفمبر، واحتوى على أعمال إبداعية فنية مختلفة في 40 موقعاً تتوزع بمختلف أرجاء العاصمة الرياض، واشتمل على 190 عملاً فنياً متنوّعاً من وسائل الضوء الإبداعي والمجسمات الضوئية. وتضمن الاحتفال تنظيم مزاد فني يقام في حي جاكس بالدرعية خلال يومي 14 و15 نوفمبر ضمن مبادرات «مشروع الرياض آرت» الخيرية.[4]
- حققت النسخة الثانية من احتفالية نور الرياض 6 أرقام عالمية ضمن «غينيس للأرقام القياسية»، تمثلت في تسجيل كـ «أكبر احتفال للفنون الضوئية على مستوى العالم».[5] وتحقيق العمل الفني «نبض من النور» للمصمم الفني الفرنسي أرنو مارتن، 4 أرقام قياسية هي: أطول مسافة يجري تغطيتها لعرض باستخدام الليزر الضوئي، وأكبر عرض ليزر ضوئي، بالإضافة إلى كونه أعلى، وأكبر شاشة عرض شبكية على واجهة مبنى. كذلك حقق عمل الفنان الأميركي مارك بريكمان «ترتيب الفوضى: الفوضى المرتبة» رقماً قياسياً خامساً بأكبر عدد من الطائرات المسيّرة التي تشارك في عرض فني إبداعي.[5]
- أُقيمت النسخة الثالثة من احتفال نور الرياض في نوفمبر 2023، تحت شعار "قمرا على رمال الصحراء" في 5 مواقع رئيسية وهي: مركز الملك عبد الله المالي (كافد)، حي جاكس، متنزه سلام، وادي حنيفة، وادي نمار. بمشاركة 100 فنان من 35 دولة حول العالم من بينهم 35 فنان سعودي، شاركوا بـ 120 عمل فني تنوع بين تركيبات فنّية ضوئيّة على نطاق واسع، وعروض طائرات الدرون، إلى جانب الانعكاسات الضوئيّة التي تنفّذ على عدد من المباني، والأعمال الفنية التفاعلية، بالإضافة لمعرض مصاحب بعنوان "الإبداع ينوّرنا والمستقبل يجمعنا" في حي جاكس بالدرعية، لمدة 3 أشهر من نوفمبر 2023 حتى مارس 2024، بمشاركة 32 فنان من جميع أنحاء العالم.[6]
- في 30 نوفمبر 2023، انطلقت النسخة الثالثة من "احتفال نور الرياض" 2023 ، خلال المدة من 30 نوفمبر إلى 16 ديسمبر 2023، تحت شعار "قمرا على رمال الصحراء"، بمشاركة أكثر من 100 فنان من كبار الفنانين.[7]

## طويق للنحت

### النسخة الأولى
في مارس 2019، أقيم ملتقى طويق للنحت "سمبوزيوم طويق الدولي للنحت" بنسخته الأولى، بمشاركة 23 فنانًا من السعودية، ومختلف أنحاء العالم.

### النسخة الثانية
في يناير 2020، أقيم ملتقى طويق للنحت "سمبوزيوم طويق الدولي للنحت" بنسخته الثانية، بمشاركة 20 فنانًا من مختلف أنحاء العالم، من بينهم سعوديان.

### النسخة الثالثة
في نوفمبر 2021، أقيم ملتقى طويق للنحت، تحت شعار "شاعرية المكان" في حي جاكس بالدرعية بمدينة الرياض، حيث جمع 20 فنانًا من 16 دولة حول العالم، كان من ضمنهم أربعة من فناني السعودية وفناناتها: وفاء القنيبط، وحيدر علوي العلوي، ومحمد الثقفي، ورجاء الشافعي.

### النسخة الرابعة
في يناير 2023، أطلق مشروع "طويق للنحت 2023" بنسخته الرابعة، تحت شعار "مدى الانسجام، حيث جمع نخبةً من الفنانين السعوديين وفنانين من مختلف دول العالم، حيث شارك أكثر من 30 فنانًا من السعودية و20 دولة. يهدف المشروع إلى نشر أكثر من 1000 عمل فني، في مدينة الرياض.

### النسخة الخامسة
في فبراير 2024، انطلقت النسخة الخامسة من "ملتقى طويق للنحت" لعام 2024، تحت شعار "أبعاد متحركة"، وذلك خلال المدة من 12 فبراير حتى 24 فبراير 2024، بمشاركة 30 فنانًا، يمثلون 20 دولةً من مختلف دول العالم.

## وصلات خارجية
- الرياض آرت